# Anger (Alemanha)
Anger é um município da Alemanha, no distrito de Berchtesgadener Land, na região administrativa de Oberbayern, estado de Baviera.